# Holotrichia promeana
Holotrichia promeana är en skalbaggsart som beskrevs av Moser 1918. Holotrichia promeana ingår i släktet Holotrichia och familjen Melolonthidae. Inga underarter finns listade i Catalogue of Life.